# Odontobrassia
× Odontobrassia, viết tắt là Odbrs. trong thương mại,, là nothogenus bao gồm các loài lai giữa các gien giữa các chi phong lan Brassia và Odontoglossum (Brs. x Odm.).